# Christian Frederik von Reichau
Christian Frederik (Friedrich) von Reichau (ca. 1686 – 28. september 1753 i Frederikshald) var en dansk-norsk officer.
Han var født "ved Rhinen", tilhørte en oprindelig sachsisk adelsslægt, der i det 17. århundrede var bosat i det lyneborgske. Han blev 1701 fændrik i Bataljonen Sjælland i engelsk-nederlandsk tjeneste, 1705 sekondløjtnant, deltog 1706 i slaget ved Ramillies og i belejringen af Mesnin, blev derefter samme år premierløjtnant, deltog 1708 i slaget ved Oudenarde, blev 1709 kaptajn i 3. danske gevorbne Infanteriregiment (Mogens Krag), 1713 kaptajn i Grenaderkorpset, 1719 karakteriseret major, 1725 premiermajor, 1730 oberst og chef for Sydsjællandske nationale Dragonregiment. Dette blev 1731 reduceret og Reichau ansat som overfører i Drabantkorpset (det nye). 1733 kom han til Norge som chef for 1. oplandske nationale Infanteriregiment; boede, medens han indehavde denne stilling, på Hedemarken, hvor han 1743 købte den adelige sædegård Aker (i Vang Sogn). Reichau, der imidlertid 1742 var blevet generalmajor og 1749 Hvid Ridder, udnævntes 1750 til kommandant på Frederikssten og solgte da sin ejendom Aker. 1751 blev han generalløjtnant og døde 28. september 1753 i Frederikshald by, hvor han logerede, medens kommandantboligen på fæstningen blev ombygget.
Reichau blev 1708 gift med Christine Brønsdorff, datter af krigskommissær Mathias Rasmussen Brønsdorff. Hun døde på Frederikssten 1751.